# Micro-Star International
Micro-Star International (MSI) (Chinês tradicional:微星科技, "Micro-Star Technology") é uma empresa de produtos eletrônicos e de hardware sediada em Novo Taipé, Taiwan. É uma das maiores fabricantes de placas-mãe e placas de vídeo do mundo.

## Visão global
MSI esta entre as três maiores fabricantes de Taiwan (MSI, Asus e GIGABYTE) e entre os cinco melhores do mundo. A produção de placas de vídeo está na posição número 1 do mundo por quatro anos consecutivos. Atualmente, a MSI conta com mais de 1.500 engenheiros, responsáveis pelo departamento de pesquisa e desenvolvimento.

## História
MSI foi fundada em agosto de 1986 em Jhonghe, Taipei por 5 fundadores - Xu Xiang (a.k.a Joseph Hsu), Huang Jinqing (a.k.a Jeans Huang), Lin Wentong (a.k.a Frank Lin), You Xian'neng (a.k.a Kenny Yu), e Lu Qilong (a.k.a Henry Lu). MSI concentrou-se em desenvolvimento e fabricação de placas-mãe e placas gráficas para computador logo no começo, depois começou a produzir centenas de produtos. Em 1987, a empresa produziu a primeira placa-mãe do mundo para overclocking.
MSI também se expandiu para a China continental, abrindo sua fábrica de Shenzhen em 2000 e o estabelecimento de pesquisa e desenvolvimento em Kunshan em 2001. Sua média anual e produção de placa de vídeo chegou a 20,8 milhões de unidades e 11,8 milhões de unidades, respectivamente. E em 2005, teve vendas mundiais nos Estados Unidos de US$ 2,4 bilhões.

## Operações comerciais

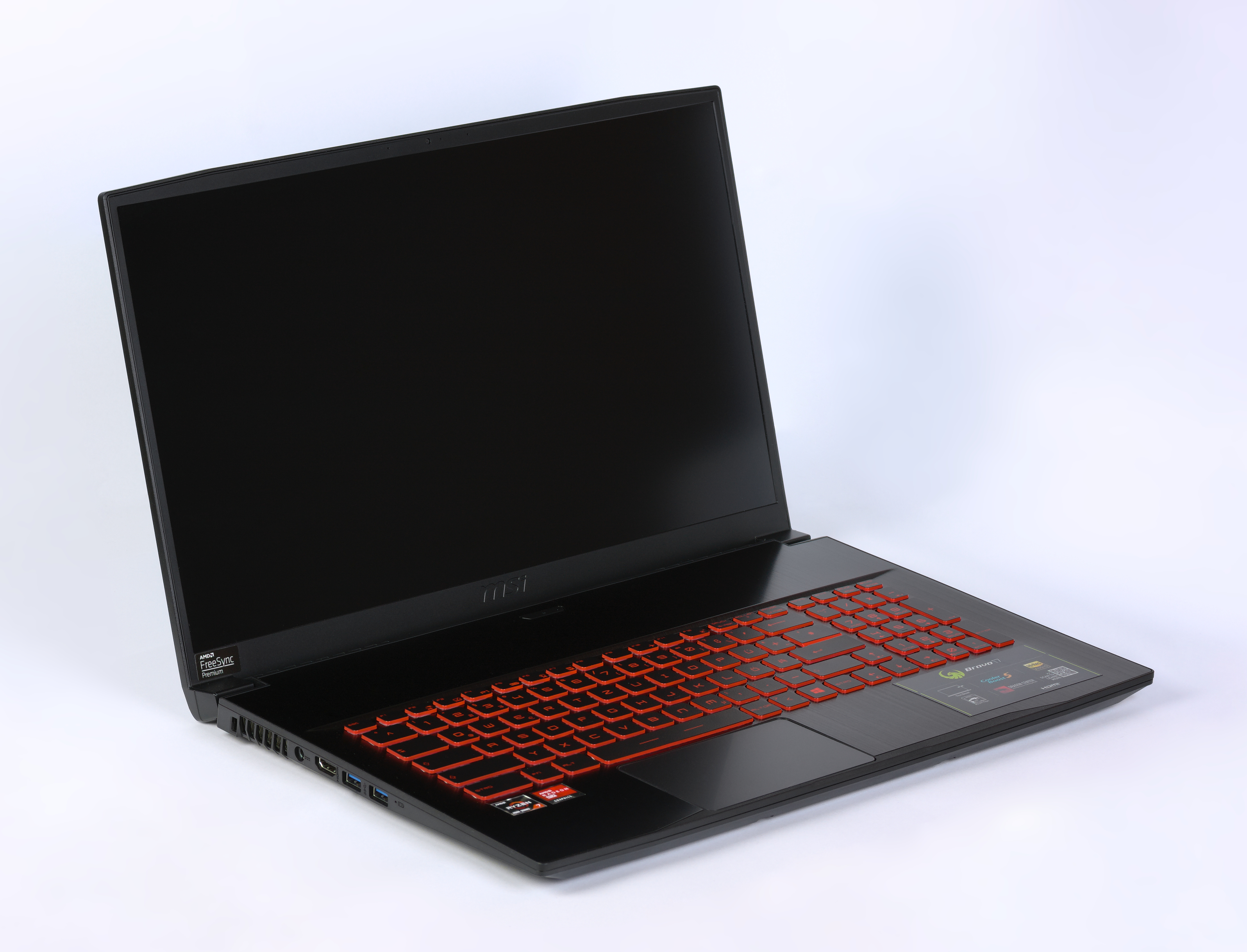
Laptop da MSI.

Em 1995, a MSI iniciou sua estratégia de operação diversificada de negócios, a partir das indústrias de placa-mãe e de vídeo e se estendendo para eletrônicos de consumo. Atualmente seu portfólio inclui notebooks, aparelhos de comunicação, sistemas barebone, servidores / estações de trabalho multimídia, informática industrial, e outros.
Em 1995 e 1996 a MSI recebeu a certificação de qualidade de produto ISO-9002 e o ISO-9001. Em 1999, a MSI recebeu a certificação ambiental ISO-14001, afirmando o compromisso com o meio ambiente. Além disso, os produtos MSI passam por rigorosos testes de controle de qualidade, obtendo uma taxa de qualidade de 99.6%, um nível muito superior ao padrão de indústria. A qualidade superior dos produtos da MSI tem significado uma cobertura da mídia mundial cada vez mais favorável, inúmeros prêmios e uma resposta muito entusiástica dos consumidores.